# Nissan Tiida
Nissan Tiida je vůz nižší střední třídy firmy Nissan. Je nástupcem modelů Almera, Pulsar a Sunny. První generace se začala vyrábět v roce 2004, na jejích základech vznikl také elektromobil Nissan Leaf. Prodává se po celém světě, v Severní Americe pod názvem Nissan Versa, v části Asie jako Nissan Latio, v Japonsku jako Nissan Tiida Latio a v Jižní Americe jako Dodge Trazo.